# Jaroslav Plašil
Jaroslav Plašil, né le 5 janvier 1982 à Opočno (Tchécoslovaquie, devenue Tchéquie), est un footballeur international tchèque, qui évolue au poste de milieu de terrain.
Il exerce aujourd’hui le métier d’entraîneur.

## Biographie

### Arrivée en France
Arrivé de République tchèque en 2001, Jaroslav Plašil intègre le centre de formation de l'AS Monaco. En deux saisons, il ne joue que huit matches, puis est prêté pour six mois à l'US Créteil, en Ligue 2. Il y joue 14 matches, avant de revenir en principauté.
Lors de la saison 2004-2005, il s'impose sur le rocher et gagne sa place de titulaire à la suite du départ de Jérôme Rothen mais doit, pour l'exercice 2005-2006, composer avec la concurrence d'Olivier Kapo. Lors de ses trois saisons, il dispute 117 matchs toutes compétitions confondues. Le 5 novembre 2003, Jaroslav Plašil marque son premier but en Ligue des champions d'un lob tiré à 25 mètres des buts dans le match opposant l'AS Monaco au Deportivo La Corogne. Le match se solde par une victoire huit buts à trois de l'ASM.
Après une nouvelle saison pleine en 2006-2007 (33 matchs disputés), il rejoint Osasuna le 25 août 2007 contre une indemnité de 2,2M€.

### Osasuna
En août 2007, il s'engage avec Osasuna dans le championnat d'Espagne. Le 5 décembre 2007, lors de la deuxième journée de Liga, Jaroslav Plašil marque son premier but et ouvre le score contre le FC Séville à la 18e minute mais le club andalou égalise pour un score final de 1-1. Il inscrit plusieurs buts décisifs dans la course au maintien du club : le 2 décembre 2007 lors de la 14e journée face à La Corogne (victoire 2-1), le 23 décembre 2007 lors de la 17e journée contre le RCD Majorque (victoire 3-1) et le 10 février 2008, son dernier but de la saison lors de la 23e journée face au Real Saragosse (victoire 1-0).
Jaroslav Plašil et son équipe finissent la saison 2007-2008 sur une défaite, terminant à la 17e place de leur championnat. Ils échappent de peu à la relégation.
Pour la saison 2008-2009, le 21 décembre 2008 lors de la 16e journée, Jaroslav Plašil marque son premier but dès la 7e minute contre Getafe (victoire 5-2). Le 22 février, lors de la 24e journée, il marque à la deuxième minute du match contre le CD Numancia et participe ainsi à la victoire 2-0. Le 22 avril 2009, lors de la 32e journée de championnat, Jaroslav Plašil marque à la 18e minute contre Malaga. Le 31 mai, pour la dernière journée de la saison, il inscrit son dernier but avec Osasuna à la 15e minute contre le Real Madrid (victoire 2-1). Une nouvelle fois, ces buts permettent au club de se maintenir, terminant à la 16e place du championnat.
Au terme de ces deux saisons, son agent ne cache pas que sa carrière stagne en Espagne et évoque l'approche de Villarreal, ciblé par Ernesto Valverde, le club étant alors qualifié pour la Ligue Europa.

### Girondins de Bordeaux

#### Saison 2009-2010
Le 8 juillet 2009, il signe avec les Girondins de Bordeaux, champions de France en titre, un contrat de quatre ans. Le montant du transfert s'élève à trois millions d'euros. Il inscrit son premier but en Ligue des champions avec les Girondins de Bordeaux contre la Juventus le 15 septembre 2009. Ce but permet aux Girondins d'égaliser alors qu'ils étaient menés au score 1-0 et le match se termine sur un score nul de 1-1.
Lors de la 16e journée, le 5 décembre 2009, Plašil donne la victoire aux siens en marquant de la tête sur un centre de Benoit Tremoulinas à la 24e minute de jeu. Grâce à ce but, les Bordelais s'imposent 1-0 face au Paris Saint-Germain.
Le 23 janvier 2010, Jaroslav Plašil marque en seizième de finale de la Coupe de France. Dès la deuxième minute, il tente une frappe des 25 mètres qui trompe Thierry Debès. Le match est largement gagné par Bordeaux (5-1). Trois jours plus tard, il donne la victoire à son équipe en marquant contre Le Mans à la 49e minute. Il profite d'un tacle manqué de João Paulo et d'une absence de marquage pour mettre le ballon au fond des filets d'un plat du pied gauche.
Bordeaux enchaine deux défaites, mais le 17 avril 2010, Jaroslav Plašil marque contre l'Olympique lyonnais : il n'est pas attaqué aux 25 mètres et déclenche une puissante frappe coup-de-pied qui vient se loger dans la lucarne droite de Hugo Lloris et permet provisoirement aux Girondins de mener deux buts à un avant que Cris n'égalise.

#### Saison 2010-2011
Avant l'entame de la saison 2010-2011, les Girondins de Bordeaux font un sans faute dans tous leurs matches amicaux, particulièrement contre l'AS Rome ou même le FC Porto. La saison débute et Bordeaux perd son premier match contre Montpellier. Lors de la deuxième journée, Jaroslav Plašil marque le premier but des Girondins de la saison contre le rival Toulouse à la suite d'une « Madjer ». Cependant, Bordeaux perd sur le score de 2-1.
Grâce à Plašil, Bordeaux inscrit beaucoup de buts sur coup de pied arrêté. À la suite d'une large défaite contre le FC Lorient par cinq buts à un, les supporteurs mécontents montrent leur hostilité envers les joueurs de l'équipe mais épargnent Jaroslav Plašil et Cédric Carrasso qui ne sont pas hués. Bordeaux bat l'AJ Auxerre par trois buts à zéro et Jaroslav Plašil marque le troisième but d'une frappe enroulée en dehors de la surface. La semaine suivante Jaroslav Plašil confirme en marquant contre le Stade brestois 29.
Le 25 mars, Plašil joue un match décisif pour sa sélection contre l'Espagne, il s'agit des matches de qualifications pour l'Euro 2012. En cas de victoire, la République tchèque peut revenir à hauteur du leader du groupe, mais une défaite2-1 l'en empêche, à cause d'un doublé de David Villa. Lors du match, le Tchèque marque d’une frappe rectiligne tirée du pied gauche à vingt mètres des buts qui trompe Iker Casillas.
Le 24 avril 2011, contre l'AS Saint-Étienne (32e journée), Jaroslav Plašil marque à la suite d'un relâchement du ballon par Jérémie Janot et contribue à la victoire de son équipe par deux buts à zéro.
Après une saison décevante pour le club, terminée à la septième position, Jaroslav Plašil est élu meilleur Girondin de la saison avec Cédric Carrasso.

#### Saison 2011-2012
Le 9 juillet 2011, lors d'un match amical face a Lille (1-1), Francis Gillot, l'entraîneur du FCGB, lui confie le brassard de capitaine à la suite du départ d'Alou Diarra à Marseille. Marc Planus hérite de ce brassard pour la seconde période, Plašil étant sorti. Jaroslav a donc des chances de porter ce brassard tout au long de la saison, situation qui n'est pas pour lui déplaire car il déclare qu'il serait fier de le porter. Le 13 juillet 2011, il prolonge son contrat jusqu'en 2015.
Le 6 août 2011, le nouveau capitaine assiste à la défaite de son équipe contre les Verts de Saint-Étienne, 2-1 lors de la 1re journée de la saison 2011-2012, avant de délivrer lors des deux journées suivantes contre Lorient et Auxerre deux passes décisives. Le 1er octobre 2011, Plasil délivre une passe décisive à Michael Ciani contre Montpellier, mais assiste à l'égalisation de ces derniers (score final 2-2). Le 4 décembre 2011, le capitaine girondin inscrit un but en 15 secondes contre Nancy, soit le but le plus rapide de la saison, il délivre d'ailleurs dans ce même match sa 4e passe décisive à Henrique.

#### Saison 2012-2013
Plašil marque son premier but de la saison face au LOSC Lille, le 3 mars 2013, en championnat. Il ouvre le score en transformant un penalty mais son équipe est tout de même battue par deux buts à un.
Le 31 mai 2013, il remporte la Coupe de France contre Évian Thonon Gaillard Football Club, son deuxième titre avec les Girondins, après le Trophée des Champions de 2009.

#### Saison 2013-2014: Prêt à Catane
Capitaine et taulier de l'équipe de Gillot, il ne se retrouve pas dans le jeu proposé par l'équipe et souhaite découvrir un nouvel environnement. Il rejoint alors la Serie A et Catane où il est prêté le 2 septembre 2013 sans option d'achat. Son départ permet également aux Girondins de réduire leur masse salariale et de donner du temps de jeu aux jeunes, notamment à Grégory Sertic ou Abdou Traoré. Le 29 septembre 2013, il marque son premier but sous ses nouvelles couleurs, lors du match contre le Chievo Vérone.

#### Saison 2014-2015
Au terme de la saison 2013-2014, Catane relégué, Jaroslav Plašil fait son retour à Bordeaux, où l'équipe est dorénavant dirigée par Willy Sagnol. Il y retrouve une seconde jeunesse autour d'un schéma tactique plus ambitieux grâce auquel il peut se concentrer sur le jeu, le plus gros du travail défensif étant effectué par une sentinelle (Sané, Chantôme ou Yambéré). Le 23 juin 2015, il devient le premier passeur décisif dans le Nouveau Stade.
Le 15 mai 2015, il prolonge à nouveau son contrat de 2 années, jusqu'en juin 2017.

#### 2015-2019
Le 7 juin 2017, il prolonge son contrat jusqu'en juin 2018. En parallèle, il obtient en juin son BEF (brevet d’entraîneur de football).
Le 12 mai 2018, il prolonge son contrat jusqu'en juin 2019.
Le 10 mai 2019, Jaroslav Plašil annonce en conférence de presse la non-prolongation de son contrat.

### En sélection
Jaroslav Plašil honore sa première sélection avec l'équipe nationale de Tchéquie le 6 juin 2004, à l'occasion d'un match amical face à l'Estonie. Il entre en jeu à la place de Tomáš Galásek et son équipe l'emporte par deux buts à zéro.
Avec son équipe nationale, Jaroslav Plašil s'est imposé comme titulaire sur le flanc gauche. Pendant l'Euro 2004, l'équipe est éliminée par la Grèce et ne passe pas le premier tour à la Coupe du monde 2006.
Le 17 octobre 2007, Plašil inscrit son premier but en sélection lors d'une rencontre face à l'Allemagne. Son équipe s'impose largement 3-0 ce jour-là. L'année suivante, il est convoqué pour disputer l'Euro 2008. C'est durant cette compétition qu'il marque son premier but dans un tournoi majeur face à la Turquie lors du dernier match de poules.
Le 3 septembre 2011, Plašil marque contre l'Écosse lors des matchs d'éliminatoires de l'Euro 2012. Le 6 septembre, le capitaine de la sélection tchèque fait une passe décisive à Michal Kadlec sur corner contre l'Ukraine, pays co-organisateur de l'Euro 2012. Plašil est devenu au fil des années un cadre de sa sélection et aussi de son club, les Girondins de Bordeaux.
Il est retenu par le sélectionneur Pavel Vrba dans la liste des 23 joueurs pour disputer l'Euro 2016. Il s'agit de son dernier tournoi avec la sélection. Plašil annonce la fin de sa carrière internationale après cette compétition. Il s'arrête donc avec un total de 103 sélections et 7 buts marqués avec la République tchèque.

### Entraîneur
Le 4 juillet 2019, il annonce sur sa page Facebook qu'il prend sa retraite. Il intègre alors l'encadrement de l'équipe réserve des Girondins.
Le 12 février 2022, il est nommé entraîneur par intérim des Girondins de Bordeaux après le renvoi de Vladimir Petković. Pour son premier match en tant qu'entraîneur d'une équipe professionnelle, son équipe est défaite 3-2 par le RC Lens. Son intérim prend fin le 17 février avec l'arrivée de David Guion.
Le 12 juillet 2024, il est nommé entraîneur de la Berrichonne de Châteauroux, aux côtés de Patrice Lair. Le 21 octobre 2024, ils se sont séparés d'un commun accord avec le club Castelroussin.

## Statistiques

### Statistiques détaillées
| Saison                | Club                  | Championnat           | Championnat | Championnat | Coupe nationale | Coupe nationale | Coupe de la Ligue | Coupe de la Ligue | Supercoupe | Supercoupe | Compétition(s) continentale(s) | Compétition(s) continentale(s) | Compétition(s) continentale(s) | Tchéquie | Tchéquie | Total | Total |
| Saison                | Club                  | Division              | M.          | B.          | M.              | B.              | M.                | B.                | M.         | B.         | Comp.                          | M.                             | B.                             | M.       | B.       | M.    | B.    |
| 1998-1999             | FC Hradec Králové     | První Liga            | 1           | 0           | -               | -               | -                 | -                 | -          | -          | -                              | -                              | -                              | -        | -        | 1     | 0     |
| 1999-2000             | FC Hradec Králové     | První Liga            | 3           | 0           | -               | -               | -                 | -                 | -          | -          | -                              | -                              | -                              | -        | -        | 3     | 0     |
| Sous-total            | Sous-total            | Sous-total            | 4           | 0           | -               | -               | -                 | -                 | -          | -          | -                              | -                              | -                              | -        | -        | 4     | 0     |
| 2000-2001             | AS Monaco             | Division 1            | 0           | 0           | 0               | 0               | 0                 | 0                 | 0          | 0          | C1                             | 0                              | 0                              | -        | -        | 0     | 0     |
| 2001-2002             | AS Monaco             | Division 1            | 4           | 0           | 1               | 0               | 1                 | 0                 | -          | -          | -                              | -                              | -                              | -        | -        | 6     | 0     |
| 2002-2003             | AS Monaco             | Ligue 1               | 4           | 0           | 0               | 0               | 1                 | 0                 | -          | -          | -                              | -                              | -                              | -        | -        | 5     | 0     |
| Sous-total            | Sous-total            | Sous-total            | 8           | 0           | 1               | 0               | 2                 | 0                 | 0          | 0          | -                              | 0                              | 0                              | -        | -        | 11    | 0     |
| 2002-2003             | US Créteil (prêt)     | Ligue 2               | 14          | 0           | 0               | 0               | 0                 | 0                 | -          | -          | -                              | -                              | -                              | -        | -        | 14    | 0     |
| Sous-total            | Sous-total            | Sous-total            | 14          | 0           | 0               | 0               | 0                 | 0                 | -          | -          | -                              | -                              | -                              | -        | -        | 14    | 0     |
| 2003-2004             | AS Monaco             | Ligue 1               | 34          | 2           | 4               | 0               | 1                 | 0                 | -          | -          | C1                             | 10                             | 1                              | 4        | 1        | 53    | 4     |
| 2004-2005             | AS Monaco             | Ligue 1               | 24          | 1           | 5               | 0               | 1                 | 0                 | -          | -          | C1                             | 5                              | 0                              | 5        | 0        | 40    | 1     |
| 2005-2006             | AS Monaco             | Ligue 1               | 21          | 1           | 2               | 0               | 4                 | 1                 | -          | -          | C1+C3                          | 0+6                            | 0+0                            | 8        | 0        | 41    | 2     |
| 2006-2007             | AS Monaco             | Ligue 1               | 30          | 1           | 2               | 0               | 1                 | 0                 | -          | -          | -                              | -                              | -                              | 10       | 0        | 43    | 1     |
| 2007-2008             | AS Monaco             | Ligue 1               | 4           | 0           | 0               | 0               | 0                 | 0                 | -          | -          | -                              | -                              | -                              | 1        | 0        | 5     | 0     |
| Sous-total            | Sous-total            | Sous-total            | 113         | 5           | 13              | 0               | 7                 | 1                 | -          | -          | -                              | 21                             | 1                              | 28       | 1        | 182   | 8     |
| 2007-2008             | CA Osasuna            | La Liga               | 34          | 4           | 1               | 0               | -                 | -                 | -          | -          | -                              | -                              | -                              | 12       | 2        | 47    | 6     |
| 2008-2009             | CA Osasuna            | La Liga               | 32          | 4           | 0               | 0               | -                 | -                 | -          | -          | -                              | -                              | -                              | 7        | 0        | 39    | 4     |
| Sous-total            | Sous-total            | Sous-total            | 66          | 8           | 1               | 0               | -                 | -                 | -          | -          | -                              | -                              | -                              | 19       | 2        | 86    | 10    |
| 2009-2010             | Girondins de Bordeaux | Ligue 1               | 34          | 2           | 3               | 1               | 3                 | 1                 | 1          | 0          | C1                             | 9                              | 1                              | 8        | 1        | 58    | 6     |
| 2010-2011             | Girondins de Bordeaux | Ligue 1               | 38          | 4           | 2               | 0               | 2                 | 0                 | -          | -          | -                              | -                              | -                              | 8        | 1        | 50    | 5     |
| 2011-2012             | Girondins de Bordeaux | Ligue 1               | 38          | 3           | 2               | 0               | 0                 | 0                 | -          | -          | -                              | -                              | -                              | 12       | 1        | 52    | 4     |
| 2012-2013             | Girondins de Bordeaux | Ligue 1               | 33          | 2           | 6               | 0               | 0                 | 0                 | -          | -          | C3                             | 10                             | 0                              | 9        | 0        | 58    | 2     |
| 2013-2014             | Girondins de Bordeaux | Ligue 1               | 4           | 0           | 0               | 0               | 0                 | 0                 | 1          | 0          | C3                             | 0                              | 0                              | 1        | 0        | 6     | 0     |
| Sous-total            | Sous-total            | Sous-total            | 147         | 11          | 13              | 1               | 5                 | 1                 | 2          | 0          | -                              | 19                             | 1                              | 38       | 3        | 224   | 17    |
| 2013-2014             | Calcio Catania (prêt) | Serie A               | 28          | 1           | 0               | 0               | -                 | -                 | -          | -          | -                              | -                              | -                              | 4        | 0        | 32    | 1     |
| Sous-total            | Sous-total            | Sous-total            | 28          | 1           | 0               | 0               | -                 | -                 | -          | -          | -                              | -                              | -                              | 4        | 0        | 32    | 1     |
| 2014-2015             | Girondins de Bordeaux | Ligue 1               | 34          | 0           | 2               | 0               | 2                 | 0                 | -          | -          | -                              | -                              | -                              | 6        | 0        | 44    | 0     |
| 2015-2016             | Girondins de Bordeaux | Ligue 1               | 27          | 3           | 3               | 0               | 3                 | 1                 | -          | -          | C3                             | 4                              | 0                              | 5        | 1        | 42    | 5     |
| 2016-2017             | Girondins de Bordeaux | Ligue 1               | 37          | 1           | 4               | 0               | 4                 | 1                 | -          | -          | -                              | -                              | -                              | 3        | 0        | 48    | 2     |
| 2017-2018             | Girondins de Bordeaux | Ligue 1               | 22          | 0           | 1               | 0               | 1                 | 0                 | -          | -          | C3                             | 2                              | 0                              | -        | -        | 26    | 0     |
| 2018-2019             | Girondins de Bordeaux | Ligue 1               | 23          | 0           | 1               | 0               | 2                 | 0                 | -          | -          | C3                             | 9                              | 0                              | -        | -        | 35    | 0     |
| Sous-total            | Sous-total            | Sous-total            | 143         | 4           | 11              | 0               | 12                | 2                 | -          | -          | -                              | 15                             | 0                              | 14       | 1        | 195   | 7     |
| Total sur la carrière | Total sur la carrière | Total sur la carrière | 523         | 29          | 39              | 1               | 26                | 4                 | 2          | 0          | -                              | 55                             | 2                              | 103      | 7        | 748   | 43    |

### Buts en sélection
| Buts en sélection de Jaroslav Plasil | Buts en sélection de Jaroslav Plasil | Buts en sélection de Jaroslav Plasil       | Buts en sélection de Jaroslav Plasil | Buts en sélection de Jaroslav Plasil | Buts en sélection de Jaroslav Plasil | Buts en sélection de Jaroslav Plasil |
| #                                    | Date                                 | Lieu                                       | Adversaire                           | Score                                | Résultats                            | Compétitions                         |
| ------------------------------------ | ------------------------------------ | ------------------------------------------ | ------------------------------------ | ------------------------------------ | ------------------------------------ | ------------------------------------ |
| 1.                                   | 2 juin 2004                          | Toyota Arena, Prague, République tchèque   | Bulgarie                             | 2-0                                  | 3-1                                  | Match amical                         |
| 2.                                   | 17 octobre 2007                      | Allianz Arena, Munich, Allemagne           | Allemagne                            | 0-3                                  | 0-3                                  | Éliminatoires Euro 2008              |
| 3.                                   | 15 juin 2008                         | Stade de Genève, Genève, Suisse            | Turquie                              | 2-0                                  | 2-3                                  | Euro 2008                            |
| 4.                                   | 10 octobre 2009                      | Generali Arena, Prague, République tchèque | Pologne                              | 2-0                                  | 2-0                                  | Éliminatoires Coupe du monde 2010    |
| 5.                                   | 25 mars 2011                         | Nuevo Los Cármenes, Grenade, Espagne       | Espagne                              | 0-1                                  | 2-1                                  | Éliminatoires Euro 2012              |
| 6.                                   | 3 septembre 2011                     | Hampden Park, Glasgow, Écosse              | Écosse                               | 1-1                                  | 2-2                                  | Éliminatoires Euro 2012              |

## Palmarès
- FC Girondins de Bordeaux
  - Coupe de France (1)
    - Vainqueur : 2013

  - Coupe de la Ligue :
    - Finaliste : 2010

  - Trophée des champions (1) :
    - Vainqueur : 2009
    - Finaliste : 2013
- AS Monaco FC
  - Ligue des champions :
    - Finaliste : 2004

## Parcours
- 1er match en D1 : Monaco - Rennes : 3-1, le 22 décembre 2001
- 1re sélection : (Dublin) Irlande - Rép. tchèque : 2-1, le 31 mars 2004